# Pantà de la Vila
L'embassament de la Vila (impròpiament anomenat embassament de l'Amadòrio) està situat entre els municipis de la Vila Joiosa i Orxeta, a la Marina Baixa. És Bé de Rellevància Local amb identificador nombre 03.31.139-049.
Es va construir l'any 1957 al llarg del llit del riu de la Vila sobre una superfície de 103 hectàrees i amb una capacitat màxima de 16 hm³. Té una presa de gravetat de 63 m d'altura i 318 m de longitud de coronació, amb abocador hidràulic de comportes de 400 m³/s de capacitat.
Pertany a la Confederació Hidrogràfica del Xúquer i les seues aigües es destinen al reg i al proveïment, a través del Consorci de la Marina Baixa, de les ciutats de Benidorm i la Vila Joiosa.

## Activitats
La majoria del seu contorn és accessible i compta amb pocs llocs abruptes.

### Pesca
En actualitat el pantà està fitat i solament els membres del club que ho gestiona tenen permesa la pesca aquí, si bé els no-membres poden pescar en una petita zona de l'embassament prèvia la compra del bitllet d'un dia. L'espècie més abundant i buscada és la carpa.